# San Bartolomeo (Reggio Emilia)
San Bartolomeo o Villa San Bartolomeo, nella forma arcaica conosciuta anche come San Bartolomeo in Sassoforte (San Bertlamè in dialetto reggiano) è una frazione del comune di Reggio Emilia posta a 9 km dal centro della città e a 3 km da Cavriago, nella zona sud-ovest del territorio comunale.

## Storia
Il luogo è ricordato col nome di Saxum forte in un documento del 1017 quando vi era un castello appartenente alla famiglia attonide degli Arduini. Rovine di esso sono state trovate sulla riva del torrente, dove rimane il toponimo di Castellazzo.
Nel 1447 il territorio di S. Bartolomeo era annesso al comune di Quaresimo, poi fu ceduto ad alcune famiglie reggiane per poi essere unito in periodo repubblicano al comune di Reggio, poi a quelli di Cavriago e Bibbiano, dal 1801 al 1805, formò comune a sé, indi divenne frazione di quello di Reggio.

## Il progetto delle terme
Nel 1880 il senatore Ulderico Levi, fece scavare nella valle del torrente un pozzo per alimentare l'acquedotto di Reggio. Vi trovò invece un'acqua salso-bromo-iodica, che non servì al suo scopo. Ritenendola un ramo della sorgente di Montecatini Terme, progettò poi di costruirvi uno stabilimento termale, che non si effettuò, perché un'analisi operata nel 1913, riconobbe che l'acqua presentava solamente una minima quantità di gas acido solforico.

## Luoghi di culto
La chiesa di San Bartolomeo deve la sua forma attuale al restauro del 1935-41. Da segnalare all'interno di essa una bella porta di rovere del 1891 e un quadro di un ignoto seicentesco raffigurante San Bartolomeo.